# Pulau Baru (Kuantan Hilir)
Pulau Baru is een bestuurslaag in het regentschap Kuantan Singingi van de provincie Riau, Indonesië. Pulau Baru telt 816 inwoners (volkstelling 2010).